# Sophie von Hatzfeldt
Pour les articles homonymes, voir Hatzfeld (homonymie).
Sophie von Hatzfeldt, née le 10 août 1805 à Trachenberg (Basse-Silésie, Royaume de Prusse) et morte le 25 janvier 1881 à Wiesbaden (province de Hesse-Nassau) est une militante socialiste prussienne surnommée la « comtesse rouge ».

## Biographie

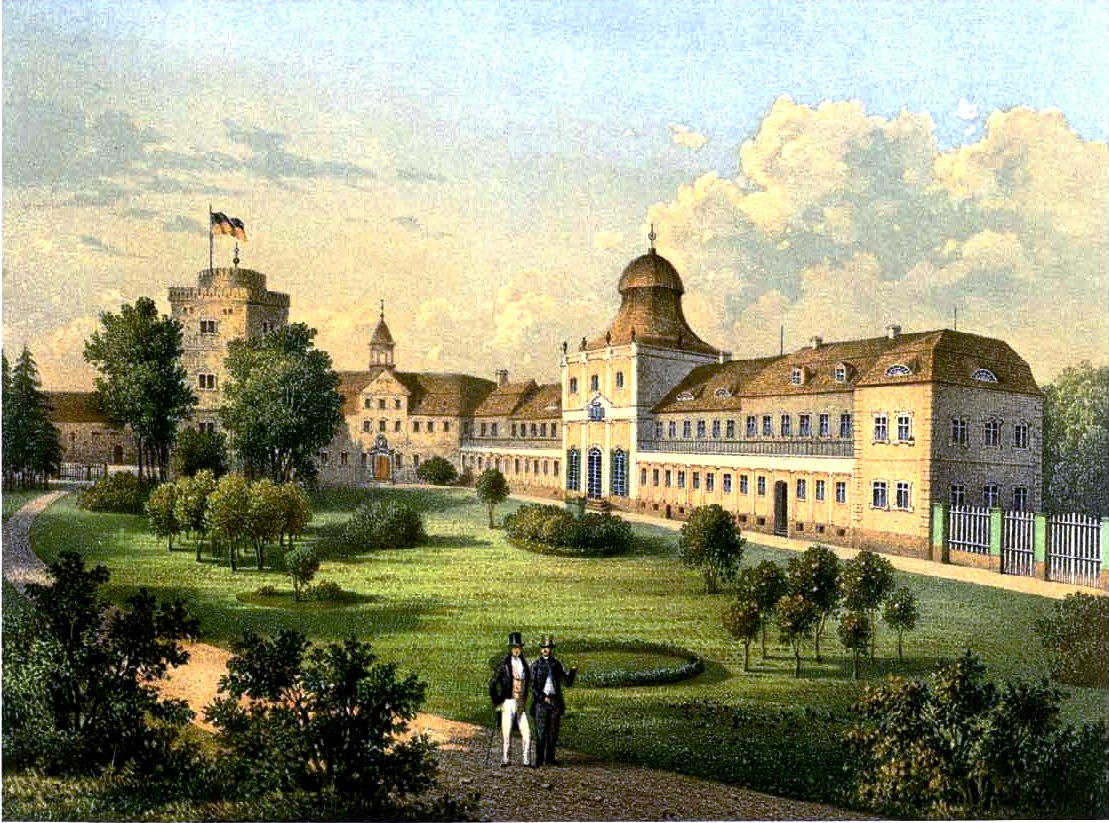
Château de Trachenberg au milieu du XIXe siècle (collection Alexander Duncker).

### Famille
Sophie von Hatzfeldt est la fille du général prussien Franz Ludwig von Hatzfeldt (1756-1827) et de la comtesse Friederike Karoline von der Schulenburg (1779-1832), fille du ministre prussien à la direction générale Friedrich Wilhelm von der Schulenburg-Kehnert. Sa sœur aînée, la comtesse Luise von Hatzfeldt, épouse le général prussien Ludwig Roth von Schreckenstein, ministre de la Guerre. Sa sœur cadette, Clara von Hatzfeldt, épouse le général August Ludwig von Nostitz. Parmi ses autres frères et sœurs, on compte le prince Hermann Anton von Hatzfeldt et Maximilian von Hatzfeldt-Trachenberg. Elle est la tante du prince Hermann von Hatzfeldt, qui représente le Deutsche Reichspartei au Reichstag par le biais du deuxième mariage du prince Hermann avec Marie von Nimptsch. Son enfance se passe au château de Trachenberg et à Berlin.

### Lutte pour ses droits de femme
En 1822, Sophie von Hatzfeldt est forcée d'épouser son cousin, un riche aristocrate de Basse-Rhénanie, Edmund Fürst von Hatzfeldt-Wildenburg, pour régler des conflits familiaux. Les célébrations ont lieu au château de Kalkum, fief des von Hatzfeldt. Son mari passe la nuit de noces avec une maîtresse. Le mariage n'est pas heureux, son mari contrôlant les finances et ses mouvements,. Ils ont trois enfants (dont Paul von Hatzfeldt, ambassadeur à Londres et Constantinople, ministre des Affaires étrangères et chef de l'Office des Affaires étrangères). Elle demande au roi de Prusse Frédéric-Guillaume III de servir de médiateur auprès de son mari mais la tentative de conciliation se solde par un échec,. Elle décide donc de demander le divorce pour défendre ses droits de femme indépendante, ce qui provoque un scandale dans la société aristocratique de l'époque. À partir de 1833, Edmund et Sophie vivent séparés.
En janvier 1846, Sophie von Hatzfeldt rencontre à Berlin Ferdinand Lassalle et deux juristes berlinois, Félix Oppenheim et Arnold Mendelssohn, par l’intermédiaire du comte Otto von Keyserlingk zu Rautenburg, alors qu'elle est sans avocat et essaie de récupérer sa fortune. Ému par son sort, Lassalle se porte volontaire pour l'aider bien qu'il n'ait pas la formation requise. Il défie d'abord son mari en duel mais celui-ci l'ignore en raison de son statut social. Il la représente ensuite pendant 8 ans (de 1846 à 1854) devant 36 tribunaux au cours d'un procès long et impitoyable,. Lassalle voit dans ce procès une lutte contre l'oppression sociale et le despotisme,. En février 1848, Lassalle est emprisonné pendant six mois, accusé d'avoir facilité le vol d'une cassette contenant des documents importants en relation avec la procédure de divorce (Cassettengeschichte, « affaire de la cassette »),. Les documents incluent en effet la preuve d’un acte de donation du mari à sa maîtresse, la baronne von Meyendorff. Cette donation aurait pour effet de déshériter son fils Paul von Hatzfeldt,, qui est détesté par son père car il est resté avec sa mère. Oppenheim dérobe cette cassette mais il est intercepté tandis que Mendelssohn doit fuir à Paris. Le jury acquitte Lassalle en août 1848 (selon ses biographes, parce que son éloquence aurait impressionné le jury, mais en fait il fait imprimer son discours de défense puis refuse de le prononcer en cour d'assises). Cette même année il commence à habiter chez elle. Fin juillet 1851, le divorce est prononcé sans que les aspects financiers ne soient réglés. Elle finit par obtenir le partage de certains biens en 1854, ce qui lui permet de verser à Lassalle une rente annuelle à vie de 5 000 thalers (environ 750 euros). Elle n'obtient cependant pas la garde de ses enfants. Sophie von Hatzfeld accompagne ensuite Lassalle dans ses voyages en Allemagne et en Italie.

### Révolution de mars 1848
Sa résidence de Düsseldorf au 53 Friedrichstrasse devient un lieu de rencontre important des militants pendant la révolution de mars en 1848. On y compte notamment Karl Marx et Ferdinand Freiligrath. Les militants perçoivent sa procédure de divorce, alors en cours, comme un combat contre l'ancien système féodal. La maison est surveillée et fouillée en raison de son soutien à la révolution en cours.
En 1859, ils s'installent à Berlin où elle dirige un salon dans lequel elle fume, chose scandaleuse pour l'époque. À ce scandale s’ajoute un autre en ce sens qu'elle, aristocrate, partage le même toit que Lassalle, juif bourgeois de 20 ans plus jeune qu'elle,.
Von Hatzfeldt et Lassalle rencontrent la féministe Mathilde Franziska Anneke à Zurich pendant l'été 1861, où ils observent Garibaldi et la révolution italienne.

### Reprise de l'héritage Lassallien
À la mort de Lassalle en août 1864, Sophie von Hatzfeldt tente d'organiser une procession funéraire pour son inhumation mais sa famille s'y oppose et l'enterre rapidement. Elle publie ensuite ses travaux écrits inédits, se considérant comme la responsable de la poursuite de son travail. Elle est active dans l'association fondée par Lassalle Allgemeiner Deutscher Arbeiterverein (ADAV), en dépit du fait que le droit prussien ne l'autorise pas à en devenir membre. Elle tente alors de reprendre officieusement la présidence de l'ADAV ou de placer ses propres candidats tel que Bernhard Becker (de), sans succès puisque ce dernier devra démissionner,. Von Hatzfeld s'oppose également à un rapprochement avec l’Internationale, bien que Johann Philipp Becker l'y encourage. Elle craint que cette organisation affaiblisse l'héritage lassallien. En mai 1867, elle fonde un groupe dissident d'ADAV, le Lassallescher Allgemeiner Deutscher Arbeiterverein (LADAV), à la suite de la reprise de l'ADAV par Johann-Baptist von Schweitzer,. En 1869, elle prend part à la campagne électorale du Reichstag de la Confédération de l'Allemagne du Nord. Après un manque de succès politique, elle se retire et meurt en 1881.
Bien qu'elle ne réussisse pas à mettre en place les idées de Lassalle comme celles guidant le mouvement ouvrier, elle est appréciée par de nombreux travailleurs et laisse sa trace dans ce mouvement.
Ses biens, incluant sa correspondance nourrie avec Lassalle, sont conservés au château de Sommerberg (de) jusqu'en 1962 puis transférés au château de Schönstein (de).

## Famille
Sophie et Edmund von Hatzfeldt-Wildenburg se marient le 10 août 1822. Ils divorcent en 1851 et ont trois enfants :
- Alfred prince von Hatzfeldt-Wildenburg (de) (1825-1911), marié en 1852 avec Gabriele comtesse von Dietrichstein-Proskau-Leslie
- Melanie comtesse von Hatzfeldt (1828-1911), marié en 1852 avec Maximilian von Nesselrode-Ehreshoven (de)
- Paul comte von Hatzfeldt-Wildenburg (1831-1901), marié en 1863 avec Helene Moulton.

## Hommage
Une plaque commémorative en son honneur se trouve dans le château de Kalkum tandis qu'un mémorial rappelle Ferdinand Lassalle.